# 化生
化生（梵語：upa-pāduka），佛教術語，意為無所依託自然地變化生出，爲四生（四種眾生出生的方式）之一，非生物學概念化生（metaplasia）。

## 概論
化生意為自然在虛空中乍現生出，不同於卵生（從蛋卵中孵化生出）、胎生（從肉胎中生出）、濕生（在濕潤處由濕氣生出）等其他三生，以化生方式出生者包含所有天人、地獄眾生、中有，以及部分的鬼、人等，為四生中數量最多者。
四生并非和“物种”或六道众生种类一一对应，如人與畜生四種生育方式皆有，例如劫初（世界初成時）的人、部分的龍及大鵬金翅鳥等，餓鬼道亦有胎生及化生兩種。《楞嚴經》亦認為遍布於各道中的阿修羅各有不同誕生方式，其中天道阿修羅為化生。
智顗認為極樂世界的「蓮華化生」與四生之化生並不相同。

## 其他文化
在道教以及世界其他文明中，也有化生的說法，如道教有“一炁化三清”之說，含義大體相同。
此外有日本传统文化中有化物的说法。